# Ландветер
Ландветер (на шведски: Landvetter) е град в югозападната част на Швеция, лен Вестра Йоталанд, община Херюда. Намира се на около 380 km на югозапад от столицата Стокхолм и на около 25 km на изток от центъра на лена Гьотеборг. Има жп гара. Край Ландветер се намира аерогарата на Гьотеборг. Населението на града е 9000 жители, по приблизителна оценка от декември 2017 г.